# Чемпіонат світу з хокею із шайбою 2009 (дивізіон I)
Чемпіонат світу з хокею із шайбою 2009 (дивізіон I) — спортивне змагання з хокею із шайбою під егідою Міжнародної федерації хокею із шайбою (ІІХФ), яке відбувалось з 11 по 17 квітня 2010 року. Команди-учасниці у цьому турнірі розділені на дві окремі групи. Матчі в групі А проходили з 11 по 17 квітня у Вільнюсі, Литва, а групи B — з 11 по 17 квітня у Торуні, Польща.
Переможці груп, збірні Казахстану та Італії, отримали право у 2010 році грати в елітному дивізіоні чемпіонату світу 2010.
Збірна Австралії дебютувала у дивізіоні I, вигравиши чемпіонат світу 2008 (дивізіон II, група B).

## Учасники змагань

### Група А
| Команда   | Кваліфікація                                           |
| --------- | ------------------------------------------------------ |
| Словенія  | 15-е місце в елітному дивізіоні і пониження у 2010     |
| Казахстан | 2-е місце у дивізіоні I (група A) у 2008               |
| Японія    | 3-є місце у дивізіоні I (група B) у 2008               |
| Литва     | господар, 4-е місце у дивізіоні I (група B) у 2008     |
| Хорватія  | 5-е місце у дивізіоні I (група B) у 2008               |
| Австралія | 1-е місце у дивізіоні II (група B) і підвищення у 2008 |

### Група B
| Команда         | Кваліфікація                                           |
| --------------- | ------------------------------------------------------ |
| Італія          | 16-е місце в елітному дивізіоні і пониження у 2010     |
| Україна         | 2-е місце у дивізіоні I (група B) у 2008               |
| Польща          | господар, 3-є місце у дивізіоні I (група A) у 2008     |
| Велика Британія | 4-е місце у дивізіоні I (група A) у 2008               |
| Нідерланди      | 5-е місце у дивізіоні I (група A) у 2008               |
| Румунія         | 1-е місце у дивізіоні II (група A) і підвищення у 2008 |

## Група А

### Таблиця
| Місце | Команда   | І | В | ВО | ПО | П | ГЗ | ГП | Різниця | Очки |
| ----- | --------- | - | - | -- | -- | - | -- | -- | ------- | ---- |
| 1     | Казахстан | 5 | 5 | 0  | 0  | 0 | 29 | 6  | +23     | 15   |
| 2     | Словенія  | 5 | 4 | 0  | 0  | 1 | 21 | 7  | +14     | 12   |
| 3     | Японія    | 5 | 3 | 0  | 0  | 2 | 21 | 8  | +13     | 9    |
| 4     | Литва     | 5 | 2 | 0  | 0  | 3 | 20 | 23 | -3      | 6    |
| 5     | Хорватія  | 5 | 1 | 0  | 0  | 4 | 11 | 25 | -14     | 3    |
| 6     | Австралія | 5 | 0 | 0  | 0  | 5 | 7  | 40 | -33     | 0    |

Легенда
|  |                                       |
|  | Підвищення до елітного дивізіону 2010 |
|  | Пониження до другого дивізіону 2010   |

### Результати
Час початку матчів місцевий 
| 11 квітня 2009 13:00 | Хорватія | 1 : 7 (1—1, 0—4, 0—2) | Японія | Вільнюс-Арена, Вільнюс Глядачів: 300 |

| Протокол                | Протокол                        | Протокол | Протокол        | Протокол                |
| ----------------------- | ------------------------------- | --- | --------------- | ----------------------- |
|                         | Ваня Белич                      | Голкіпери | Масахіто Харуна | Арбітр: Антонін Єржабек |
| Швігір (С. Белич) 04:49 | 1:0 1:1 1:2 1:3 1:4 1:5 1:6 1:7 | 12:44 Сато (Кавасіма б) 21:54 Імура (Міяуті) 33:48 Та. Сайто (Каваї, Те. Сайто) 35:20 Судзукі (Сато, Келлер) 39:57 Обара (Нісівакі) 45:32 Та. Сайто (Кудзі, Те. Сайто) 51:40 Сато (шк) |                 | Арбітр: Антонін Єржабек |
| 20 хв.                  | Вилучення                       | 20 хв. |                 | Арбітр: Антонін Єржабек |
| 16                      | Кидки                           | 39 |                 | Арбітр: Антонін Єржабек |

| 11 квітня 2009 16:30 | Австралія | 0 : 6 (0—3, 0—3, 0—0) | Словенія | Вільнюс-Арена, Вільнюс Глядачів: 1,000 |

| Протокол | Протокол                | Протокол | Протокол       | Протокол          |
| -------- | ----------------------- | --- | -------------- | ----------------- |
|          | Метт Еззі               | Голкіпери | Андрей Хочевар | Арбітр: Юрай Конц |
|          | 0:1 0:2 0:3 0:4 0:5 0:6 | 00:35 Хебар (Разінгар) 11:59 Шивич (Мушич, Ковачевич) 16:02 Ковачевич (Робар, Д. Родман) 25:20 М. Хочевар (Тічар, Мурич) 26:06 Разінгар (Шивич, Голічич) 28:54 Шивич (Ковачевич, Разінгар б) |                | Арбітр: Юрай Конц |
| 10 хв.   | Вилучення               | 12 хв. |                | Арбітр: Юрай Конц |
| 6        | Кидки                   | 46 |                | Арбітр: Юрай Конц |

| 11 квітня 2009 20:00 | Литва | 1 : 5 (0—2, 0—1, 1—2) | Казахстан | Вільнюс-Арена, Вільнюс Глядачів: 7,300 |

| Протокол                                        | Протокол                | Протокол | Протокол         | Протокол         |
| ----------------------------------------------- | ----------------------- | --- | ---------------- | ---------------- |
|                                                 | Неріюс Дауксевічюс      | Голкіпери | Олексій Кузнецов | Арбітр: Пет Сміт |
| Д. Кумеляускас (Т. Кумеляускас, Алюконіс) 46:25 | 0:1 0:2 0:3 1:3 1:4 1:5 | 02:37 Яковенко (Краснослободцев, Соларєв) 03:57 Римарьов (Старченко, О. Корєшков б) 25:29 Соларєв (Краснослободцев) 53:14 Савченко (Гаврилін, Краснослободцев б) 54:29 О. Корєшков (С. Александров, Яковенко б) |                  | Арбітр: Пет Сміт |
| 53 хв.                                          | Вилучення               | 20 хв. |                  | Арбітр: Пет Сміт |
| 23                                              | Кидки                   | 39 |                  | Арбітр: Пет Сміт |

| 12 квітня 2009 13:00 | Японія | 7 : 1 (3—0, 3—1, 1—0) | Австралія | Вільнюс-Арена, Вільнюс Глядачів: 250 |

| Протокол | Протокол                        | Протокол                      | Протокол      | Протокол             |
| --- | ------------------------------- | ----------------------------- | ------------- | -------------------- |
| | Хісасі Ісікава                  | Голкіпери                     | Стюарт Денмен | Арбітр: Ріхард Шульц |
| Кудзі (Каваї, Та. Сайто) 05:32 Та. Сайто (Те. Сайто б) 18:51 Сато (Судзукі) 19:44 Обара (Імура, Кавасіма) 24:48 Нісівакі (Каміно, Обара) 29:19 Та. Сайто (Те. Сайто м) 35:35 Кавасіма (Нісівакі, Імура б) 57:15 | 1:0 2:0 3:0 4:0 5:0 6:0 6:1 7:1 | 37:28 Сеймур (Віллані, Аптон) |               | Арбітр: Ріхард Шульц |
| 10 хв. | Вилучення                       | 26 хв.                        |               | Арбітр: Ріхард Шульц |
| 59 | Кидки                           | 12                            |               | Арбітр: Ріхард Шульц |

| 12 квітня 2009 16:30 | Казахстан | 6 : 1 (3—0, 3—1, 0—0) | Хорватія | Вільнюс-Арена, Вільнюс Глядачів: 1,200 |

| Протокол | Протокол                    | Протокол                    | Протокол   | Протокол          |
| --- | --------------------------- | --------------------------- | ---------- | ----------------- |
| | Іван Полошков               | Голкіпери                   | Ваня Белич | Арбітр: Юрай Конц |
| Самохвалов (Бєляєв, Фадеєв) 07:06 Римарьов (Антипін б) 07:44 Гаврилін (Яковенко) 11:46 Мазунін (Бєляєв, Самохвалов) 25:06 Старченко (Лакіза м) 32:41 Старченко (Римарьов) 36:08 | 1:0 2:0 3:0 4:0 5:0 5:1 6:1 | 34:57 Младенович (Жибрет б) |            | Арбітр: Юрай Конц |
| 10 хв. | Вилучення                   | 10 хв.                      |            | Арбітр: Юрай Конц |
| 34 | Кидки                       | 8                           |            | Арбітр: Юрай Конц |

| 12 квітня 2009 20:00 | Словенія | 8 : 2 (0—0, 4—0, 4—2) | Литва | Вільнюс-Арена, Вільнюс Глядачів: 5,400 |

| Протокол | Протокол                                | Протокол                                                           | Протокол       | Протокол                |
| --- | --------------------------------------- | ------------------------------------------------------------------ | -------------- | ----------------------- |
| | Андрей Хочевар                          | Голкіпери                                                          | Ернестас Кєлюс | Арбітр: Антонін Єржабек |
| Мілованович (М. Родман) 24:47 М. Хочевар (Тічар б) 27:48 Шивич (Робар, Разінгар б) 32:46 Робар (Ковачевич б) 38:42 Д. Родман (М. Родман б) 43:24 Шивич (Мушич, Разінгар) 46:49 Разінгар (Шивич) 51:39 Хебар (М. Родман, Д. Родман б) 58:40 | 1:0 2:0 3:0 4:0 4:1 5:1 6:1 7:1 7:2 8:2 | 40:33 Катуліс (Леленас, Д. Кумеляускас) 56:37 Босас (Вішняускас м) |                | Арбітр: Антонін Єржабек |
| 22 хв. | Вилучення                               | 38 хв.                                                             |                | Арбітр: Антонін Єржабек |
| 26 | Кидки                                   | 33                                                                 |                | Арбітр: Антонін Єржабек |

| 14 квітня 2009 13:00 | Казахстан | 3 : 1 (1—0, 1—1, 1—0) | Японія | Вільнюс-Арена, Вільнюс Глядачів: 300 |

| Протокол                                                                                       | Протокол         | Протокол            | Протокол        | Протокол                |
| ---------------------------------------------------------------------------------------------- | ---------------- | ------------------- | --------------- | ----------------------- |
|                                                                                                | Олексій Кузнецов | Голкіпери           | Масахіто Харуна | Арбітр: Антонін Єржабек |
| Воронцов (Шин, Фадєєв) 18:36 Гаврилін (Савченко, Яковенко б) 30:46 Римарьов (Гаврилін б) 57:03 | 1:0 1:1 2:1 3:1  | 27:32 Та. Сайто (б) |                 | Арбітр: Антонін Єржабек |
| 20 хв.                                                                                         | Вилучення        | 14 хв.              |                 | Арбітр: Антонін Єржабек |
| 36                                                                                             | Кидки            | 20                  |                 | Арбітр: Антонін Єржабек |

| 14 квітня 2009 16:30 | Словенія | 4 : 2 (1—0, 1—2, 2—0) | Хорватія | Вільнюс-Арена, Вільнюс Глядачів: 600 |

| Протокол | Протокол                | Протокол                                                   | Протокол   | Протокол             |
| --- | ----------------------- | ---------------------------------------------------------- | ---------- | -------------------- |
| | Андрей Хочевар          | Голкіпери                                                  | Ваня Белич | Арбітр: Ріхард Шульц |
| Разінгар (Шивич, Мурич б) 17:28 Мілованович (Павлін, Д. Родман б) 34:08 Разінгар (Мушич) 41:30 Робар (Хебар, М. Родман б) 44:15 | 1:0 1:1 1:2 2:2 3:2 4:2 | 22:31 П. Трстеняк (Рендулич, Канает) 23:00 Яковац (Грозай) |            | Арбітр: Ріхард Шульц |
| 10 хв. | Вилучення               | 22 хв.                                                     |            | Арбітр: Ріхард Шульц |
| 43 | Кидки                   | 13                                                         |            | Арбітр: Ріхард Шульц |

| 14 квітня 2009 20:00 | Австралія | 3 : 9 (0—5, 1—2, 2—2) | Литва | Вільнюс-Арена, Вільнюс Глядачів: 6,400 |

| Протокол                                                                           | Протокол                                        | Протокол | Протокол                          | Протокол         |
| ---------------------------------------------------------------------------------- | ----------------------------------------------- | --- | --------------------------------- | ---------------- |
|                                                                                    | Метт Еззі Стюарт Денмен                         | Голкіпери | Неріюс Дауксевічюс Ернестас Кєлюс | Арбітр: Пет Сміт |
| Странски (Рубес) 32:24 Франкіні (Странски б) 51:49 Аптон (Стівенсон, Сеймур) 56:48 | 0:1 0:2 0:3 0:4 0:5 0:6 1:6 1:7 1:8 1:9 2:9 3:9 | 04:12 Кулєшюс (Вайцюкевічюс, Науседа) 07:49 Іванушкін (М. Шлікас, Босас) 13:17 Кулєшюс (Кулевічюс, Науседа) 14:10 Катуліс (Бернатавічюс) 15:06 Леленас (Т. Кумеляускас) 31:15 Іванушкін (М. Шлікас, Босас) 39:11 Д. Кумеляускас (Некрасевічюс, Леленас б) 45:01 Вереніс 49:07 Катуліс (Вереніс, Бернатавічюс) |                                   | Арбітр: Пет Сміт |
| 20 хв.                                                                             | Вилучення                                       | 24 хв. |                                   | Арбітр: Пет Сміт |
| 24                                                                                 | Кидки                                           | 60 |                                   | Арбітр: Пет Сміт |

| 15 квітня 2009 13:00 | Японія | 1 : 2 (0—1, 1—1, 0—0) | Словенія | Вільнюс-Арена, Вільнюс Глядачів: 300 |

| Протокол                | Протокол        | Протокол                                             | Протокол       | Протокол         |
| ----------------------- | --------------- | ---------------------------------------------------- | -------------- | ---------------- |
|                         | Масахіто Харуна | Голкіпери                                            | Андрей Хочевар | Арбітр: Пет Сміт |
| Келлер (Танака б) 23:05 | 0:1 1:1 1:2     | 05:59 Хебар (М. Родман, Мілованович) 24:04 Мушич (м) |                | Арбітр: Пет Сміт |
| 14 хв.                  | Вилучення       | 20 хв.                                               |                | Арбітр: Пет Сміт |
| 25                      | Кидки           | 15                                                   |                | Арбітр: Пет Сміт |

| 15 квітня 2009 16:30 | Казахстан | 13 : 2 (5—0, 2—0, 6—2) | Австралія | Вільнюс-Арена, Вільнюс Глядачів: 400 |

| Протокол | Протокол                                                         | Протокол                                               | Протокол                | Протокол             |
| --- | ---------------------------------------------------------------- | ------------------------------------------------------ | ----------------------- | -------------------- |
| | Іван Полошков                                                    | Голкіпери                                              | Стюарт Денмен Метт Еззі | Арбітр: Ріхард Шульц |
| Савченко (Соларєв б) 03:51 Римарьов (Старченко м) 04:35 Краснослободцев (Соларєв, Савченко) 07:29 Старченко (О. Корєшков, Лакіза) 12:47 Бєляєв (Фадєєв, Мазунін б) 19:34 Воронцов (Спиридонов) 36:46 Римарьов (Антипін, Бєляєв) 39:50 Гаврилін (Краснослободцев, Соларєв) 40:27 Бєляєв (С. Александров, Мазунін) 50:11 Краснослободцев (Гаврилін) 52:26 Старченко (Римарьов, О. Корєшков) 53:51 Краснослободцев (Гаврилін) 55:38 Бєляєв (С. Александров, Мазунін) 56:46 | 1:0 2:0 3:0 4:0 5:0 6:0 7:0 8:0 8:1 9:1 10:1 11:1 11:2 12:2 13:2 | 46:59 Віллані (Сеймур, Старк) 55:00 Аптон (Странски б) |                         | Арбітр: Ріхард Шульц |
| 12 хв. | Вилучення                                                        | 14 хв.                                                 |                         | Арбітр: Ріхард Шульц |
| 63 | Кидки                                                            | 7                                                      |                         | Арбітр: Ріхард Шульц |

| 15 квітня 2009 20:00 | Литва | 7 : 2 (2—1, 1—0, 4—1) | Хорватія | Вільнюс-Арена, Вільнюс Глядачів: 7,400 |

| Протокол | Протокол                            | Протокол                                                               | Протокол   | Протокол          |
| --- | ----------------------------------- | ---------------------------------------------------------------------- | ---------- | ----------------- |
| | Неріюс Дауксевічюс                  | Голкіпери                                                              | Ваня Белич | Арбітр: Юрай Конц |
| Кулєшюс (Вайцюкевічюс, Науседа б) 03:45 Вайцюкевічюс (Кулєшюс, Науседа) 13:57 Науседа (Кулевічюс) 30:47 Леленас (Д. Кумеляускас, Т. Кумеляускас б) 42:50 Леленас (Т. Кумеляускас) 53:59 М. Шлікас (Босас) 59:24 Леленас (Кєрас) 59:59 | 1:0 1:1 2:1 3:1 4:1 5:1 5:2 6:2 7:2 | 07:53 Канает (Рендулич, Брумерчик) 57:37 Рендулич (С. Белич, Канает б) |            | Арбітр: Юрай Конц |
| 12 хв. | Вилучення                           | 30 хв.                                                                 |            | Арбітр: Юрай Конц |
| 45 | Кидки                               | 28                                                                     |            | Арбітр: Юрай Конц |

| 17 квітня 2009 13:00 | Хорватія | 5 : 1 (1—0, 2—1, 2—0) | Австралія | Вільнюс-Арена, Вільнюс Глядачів: 350 |

| Протокол | Протокол                | Протокол                         | Протокол  | Протокол          |
| --- | ----------------------- | -------------------------------- | --------- | ----------------- |
| | Ваня Белич              | Голкіпери                        | Метт Еззі | Арбітр: Юрай Конц |
| Жибрет (Младенович) 12:04 Жибрет (Младенович) 20:16 Жибрет (Швігір) 34:13 Кучера (Новак) 52:44 Младенович (Жибрет, Швігір) 54:02 | 1:0 2:0 3:0 3:1 4:1 5:1 | 39:35 Старк (Франкіні, Сеймур б) |           | Арбітр: Юрай Конц |
| 8 хв. | Вилучення               | 6 хв.                            |           | Арбітр: Юрай Конц |
| 37 | Кидки                   | 19                               |           | Арбітр: Юрай Конц |

| 17 квітня 2009 16:30 | Словенія | 1 : 2 (0—1, 0—1, 1—0) | Казахстан | Вільнюс-Арена, Вільнюс Глядачів: 4,800 |

| Протокол                     | Протокол       | Протокол                                                        | Протокол         | Протокол                |
| ---------------------------- | -------------- | --------------------------------------------------------------- | ---------------- | ----------------------- |
|                              | Андрей Хочевар | Голкіпери                                                       | Олексій Кузнецов | Арбітр: Антонін Єржабек |
| Шивич (Робар, Мурич б) 56:11 | 0:1 0:2 1:2    | 08:24 Соларєв (Краснослободцев) 29:56 Соларєв (Краснослободцев) |                  | Арбітр: Антонін Єржабек |
| 10 хв.                       | Вилучення      | 10 хв.                                                          |                  | Арбітр: Антонін Єржабек |
| 18                           | Кидки          | 29                                                              |                  | Арбітр: Антонін Єржабек |

| 17 квітня 2009 20:00 | Японія | 5 : 1 (1—0, 3—1, 1—0) | Литва | Вільнюс-Арена, Вільнюс Глядачів: 8,700 |

| Протокол | Протокол                | Протокол                         | Протокол           | Протокол         |
| --- | ----------------------- | -------------------------------- | ------------------ | ---------------- |
| | Масахіто Харуна         | Голкіпери                        | Неріюс Дауксевічюс | Арбітр: Пет Сміт |
| Каміно (Мінамі, Обара) 06:40 Кудзі (Келлер, Та. Сайто) 26:47 Кавасіма (Та. Сайто, Імура б) 33:38 Обара (Келлер) 36:22 Те. Сайто (Та. Сайто, Тоносакі) 48:03 | 1:0 2:0 3:0 4:0 4:1 5:1 | 38:09 Вереніс (Кулевічюс, Бауба) |                    | Арбітр: Пет Сміт |
| 43 хв. | Вилучення               | 77 хв.                           |                    | Арбітр: Пет Сміт |
| 34 | Кидки                   | 23                               |                    | Арбітр: Пет Сміт |

### Статистика

#### Нагороди директорії
Найкращі гравці, обрані директорією ІІХФ.
| Найкращий воротар  | Андрей Хочевар (Словенія)         |
| Найкращий захисник | Аарон Келлер (Японія)             |
| Найкращий нападник | Вадим Краснослободцев (Казахстан) |

#### Бомбардири
Список 10 найкращих гравців, сортованих за очками. 
І = проведено ігор; Г = голи; П = передачі; Очк. = очки; +/− = плюс/мінус; Ш = штрафні хвилини;
| Гравець               | І | Г | П | Очк. | +/– | Ш  |
| --------------------- | - | - | - | ---- | --- | -- |
| Такесі Сайто          | 5 | 5 | 4 | 9    | +7  | 27 |
| Вадим Краснослободцев | 5 | 3 | 6 | 9    | +9  | 0  |
| Мітья Шивич           | 5 | 5 | 3 | 8    | +5  | 2  |
| Томаж Разінгар        | 5 | 4 | 4 | 8    | +6  | 0  |
| Максим Бєляєв         | 5 | 3 | 3 | 8    | +5  | 6  |
| Євген Римарьов        | 5 | 5 | 2 | 7    | +5  | 6  |
| Андрій Гаврилін       | 5 | 3 | 4 | 7    | +8  | 2  |
| Ілля Соларєв          | 5 | 3 | 4 | 7    | +8  | 4  |
| Дарюс Леленас         | 5 | 4 | 2 | 6    | +4  | 20 |
| Роман Старченко       | 5 | 4 | 2 | 6    | +5  | 2  |

Джерело: IIHF.com [Архівовано 4 січня 2014 у Wayback Machine.]

#### Найкращі воротарі
Список семи найращих воротарів, сортованих за відсотком відбитих кидків. У список включені лише ті гравці, які провели щонайменш 40% хвилин.
ЧНЛ = часу на льоду (хвилини:секунди); КП = кидки; ГП = голів пропушено; ША = шатаути; СП = Середня кількість пропущених шайб; %ВК = відбитих кидків (у %);
| Гравець            | К   | ЧНЛ    | ГП | ША | СП   | %ВК   |
| ------------------ | --- | ------ | -- | -- | ---- | ----- |
| Олексій Кузнецов   | 61  | 180:00 | 3  | 0  | 1.00 | 95.08 |
| Андрей Хочевар     | 106 | 299:15 | 7  | 1  | 1.40 | 93.40 |
| Масахіто Харуна    | 90  | 239:02 | 7  | 0  | 1.76 | 92.22 |
| Неріюс Дауксевічюс | 119 | 220:00 | 13 | 0  | 3.55 | 89.08 |
| Метт Еззі          | 182 | 209:19 | 25 | 0  | 7.17 | 86.26 |

Джерело: IIHF.com [Архівовано 4 січня 2014 у Wayback Machine.]

## Група В

### Таблиця
| Місце | Команда         | І | В | ВО | ПО | П | ГЗ | ГП | Різниця | Очки |
| ----- | --------------- | - | - | -- | -- | - | -- | -- | ------- | ---- |
| 1     | Італія          | 5 | 5 | 0  | 0  | 0 | 26 | 4  | +22     | 15   |
| 2     | Україна         | 5 | 3 | 1  | 0  | 1 | 18 | 6  | +12     | 11   |
| 3     | Велика Британія | 5 | 2 | 1  | 0  | 2 | 17 | 12 | +5      | 8    |
| 4     | Польща          | 5 | 2 | 0  | 2  | 1 | 14 | 9  | +5      | 8    |
| 5     | Нідерланди      | 5 | 1 | 0  | 0  | 4 | 9  | 16 | -7      | 3    |
| 6     | Румунія         | 5 | 0 | 0  | 0  | 5 | 1  | 38 | -37     | 0    |

Легенда
|  |                                       |
|  | Підвищення до елітного дивізіону 2010 |
|  | Пониження до другого дивізіону 2010   |

### Результати
| 11 квітня 2009 13:00 | Велика Британія | 2 — 4 (0–0, 1–1, 1–3) | Україна | Tor-Tor Арена, Торунь Глядачів: 508 |

| Протокол                                           | Протокол                | Протокол | Протокол         | Протокол               |
| -------------------------------------------------- | ----------------------- | --- | ---------------- | ---------------------- |
|                                                    | Джоді Леман Стіві Лайл  | Голкіпери | Костянтин Симчук | Арбітр: Едуардс Одіньш |
| Кларк (Чемберс) 28:43 Мейєрс (Шилдс, Дауд б) 48:41 | 1:0 1:1 1:2 2:2 2:3 2:4 | 38:46 Шафаренко (Дяченко, Цируль) 47:51 Литвиненко (Шахрайчук, Срюбко м) 56:33 Варламов (Матвійчук, Міхнов) 57:49 Литвиненко (Сальников, Шахрайчук) |                  | Арбітр: Едуардс Одіньш |
| 14 хв.                                             | Вилучення               | 20 хв. |                  | Арбітр: Едуардс Одіньш |
| 26                                                 | Кидки                   | 57 |                  | Арбітр: Едуардс Одіньш |

| 11 квітня 2009 16:30 | Румунія | 0 — 11 (0–5, 0–4, 0–2) | Італія | Tor-Tor Арена, Торунь Глядачів: 403 |

| Протокол | Протокол                                      | Протокол | Протокол      | Протокол                |
| -------- | --------------------------------------------- | --- | ------------- | ----------------------- |
|          | Іштван Черго Сабольч Мольнар                  | Голкіпери | Томас Трегаст | Арбітр: Морган Юханссон |
|          | 0:1 0:2 0:3 0:4 0:5 0:6 0:7 0:8 0:9 0:10 0:11 | 02:05 Парко (Янноне, Джонсон б) 09:12 Ансольді (Фонтаніве б) 09:48 де Беттін (Соуза) 11:23 Маргоні (Йорі) 11:56 Рамозер (Ансольді) 27:44 Ціссер (Джонсон, Янноне) 30:51 Янноне (Ансольді, Рамозер б) 37:20 Рамозер (Фонтаніве, Ансольді) 38:15 Ціссер (Маркетті б) 47:44 Парко (Янноне, Ціссер) 49:59 Соуза (Л. Фелічетті, де Беттін) |               | Арбітр: Морган Юханссон |
| 30 хв.   | Вилучення                                     | 14 хв. |               | Арбітр: Морган Юханссон |
| 20       | Кидки                                         | 47 |               | Арбітр: Морган Юханссон |

| 11 квітня 2009 20:00 | Нідерланди | 1 — 3 (0–1, 1–1, 0–1) | Польща | Tor-Tor Арена, Торунь Глядачів: 2,995 |

| Протокол                                  | Протокол        | Протокол | Протокол            | Протокол               |
| ----------------------------------------- | --------------- | --- | ------------------- | ---------------------- |
|                                           | Філ Груневелд   | Голкіпери | Рафал Радзішевський | Арбітр: Мартін Райхерт |
| Рамаул (Віллемсе, ван ден Гейвел б) 30:46 | 0:1 1:1 1:2 1:3 | 03:07 Урбанович (Пєкарський, Ковалювка б) 37:56 Малясінський (Ляшкевич, Ковалювка) 42:28 Лопуський (Прошкевич) |                     | Арбітр: Мартін Райхерт |
| 26 хв.                                    | Вилучення       | 45 хв. |                     | Арбітр: Мартін Райхерт |
| 22                                        | Кидки           | 41 |                     | Арбітр: Мартін Райхерт |

| 13 квітня 2009 13:00 | Італія | 5 — 2 (3–0, 2–1, 0–1) | Велика Британія | Tor-Tor Арена, Торунь Глядачів: 709 |

| Протокол | Протокол                    | Протокол                                  | Протокол               | Протокол            |
| --- | --------------------------- | ----------------------------------------- | ---------------------- | ------------------- |
| | Адам Руссо                  | Голкіпери                                 | Стіві Лайл Джоді Леман | Арбітр: Скотт Бокал |
| Джонсон (Соуза) 09:37 Маркетті 10:52 Йорі (Ціссер, М. Де Тоні) 19:33 Маргоні (Піхлер, Джонсон м) 29:59 Янноне (Ціссер) 34:12 | 1:0 2:0 3:0 4:0 5:0 5:1 5:2 | 38:55 Шилдс (Каулі) 46:00 Дауд (Кларк б2) |                        | Арбітр: Скотт Бокал |
| 18 хв. | Вилучення                   | 20 хв.                                    |                        | Арбітр: Скотт Бокал |
| 26 | Кидки                       | 36                                        |                        | Арбітр: Скотт Бокал |

| 13 квітня 2009 16:30 | Україна | 5 — 1 (1–0, 3–0, 1–1) | Нідерланди | Tor-Tor Арена, Торунь Глядачів: 508 |

| Протокол | Протокол                | Протокол                               | Протокол      | Протокол                |
| --- | ----------------------- | -------------------------------------- | ------------- | ----------------------- |
| | Ігор Карпенко           | Голкіпери                              | Філ Груневелд | Арбітр: Морган Юханссон |
| О. Тимченко (Харченко, Гунько) 05:52 Климентьєв (Наваренко, Варламов б) 31:16 Шафаренко (Дяченко, Побєдоносцев) 34:06 Срюбко (Литвиненко м) 36:65 Шафаренко (Цируль, Побєдоносцев) 45:45 | 1:0 2:0 3:0 4:0 5:0 5:1 | 48:14 Схафсма (ван Схаген, Кортхейс б) |               | Арбітр: Морган Юханссон |
| 33 хв. | Вилучення               | 18 хв.                                 |               | Арбітр: Морган Юханссон |
| 57 | Кидки                   | 19                                     |               | Арбітр: Морган Юханссон |

| 13 квітня 2009 20:00 | Польща | 7 — 0 (2–0, 4–0, 1–0) | Румунія | Tor-Tor Арена, Торунь Глядачів: 2,611 |

| Протокол | Протокол                    | Протокол  | Протокол                     | Протокол               |
| --- | --------------------------- | --------- | ---------------------------- | ---------------------- |
| | Кшиштоф Зборовський         | Голкіпери | Сабольч Мольнар Іштван Черго | Арбітр: Едуардс Одіньш |
| Лопуський (Прошкевич, Запала) 02:06 Колюш (Ляшкевич, Боженцький б) 17:18 Колюш (Ляшкевич, Боженцький б) 31:06 Колюш (Ляшкевич, Боженцький б) 33:59 Лопуський (Прошкевич) 35:49 Ковалювка (Новорита) 37:11 Малясінський (Ковалювка м) 55:14 | 1:0 2:0 3:0 4:0 5:0 6:0 7:0 |           |                              | Арбітр: Едуардс Одіньш |
| 18 хв. | Вилучення                   | 24 хв.    |                              | Арбітр: Едуардс Одіньш |
| 50 | Кидки                       | 10        |                              | Арбітр: Едуардс Одіньш |

| 14 квітня 2009 13:00 | Італія | 4 — 0 (3–0, 0–0, 1–0) | Нідерланди | Tor-Tor Арена, Торунь Глядачів: 402 |

| Протокол | Протокол        | Протокол  | Протокол      | Протокол               |
| --- | --------------- | --------- | ------------- | ---------------------- |
| | Томас Трегаст   | Голкіпери | Філ Груневелд | Арбітр: Едуардс Одіньш |
| Джонсон (М. Де Тоні) 01:53 Джонсон (Йорі) 08:39 Фонтаніве (Рамозер, Боргателло) 11:33 М. Де Тоні (Маргоні, Джонсон) 44:27 | 1:0 2:0 3:0 4:0 |           |               | Арбітр: Едуардс Одіньш |
| 8 хв. | Вилучення       | 12 хв.    |               | Арбітр: Едуардс Одіньш |
| 53 | Кидки           | 20        |               | Арбітр: Едуардс Одіньш |

| 14 квітня 2009 16:30 | Румунія | 0 — 8 (0–0, 0–3, 0–5) | Велика Британія | Tor-Tor Арена, Торунь Глядачів: 2,611 |

| Протокол | Протокол                        | Протокол | Протокол    | Протокол               |
| -------- | ------------------------------- | --- | ----------- | ---------------------- |
|          | Сабольч Мольнар Іштван Черго    | Голкіпери | Джоді Леман | Арбітр: Мартін Райхерт |
|          | 0:1 0:2 0:3 0:4 0:5 0:6 0:7 0:8 | 23:30 Чемберс (Вівер б) 30:42 Вівер (Д. Філліпс, Чемберс) 39:16 Шилдс (Майєрс, Каулі) 44:11 Майєрс (Шилдс, Каулі) 50:12 Д. Філліпс (Каулі, Майєрс м) 52:24 О'Коннор (Чемберс, Лонгстафф) 58:47 Кларк (Чемберс, Вівер б) 59:23 Кларк (Оуен, Тейт) |             | Арбітр: Мартін Райхерт |
| 14 хв.   | Вилучення                       | 12 хв. |             | Арбітр: Мартін Райхерт |
| 19       | Кидки                           | 50 |             | Арбітр: Мартін Райхерт |

| 14 квітня 2009 20:00 | Україна | 2 — 1 ПБ (1–0, 3–0, 1–1, 0—0) | Польща | Tor-Tor Арена, Торунь Глядачів: 3,215 |

| Протокол                                                | Протокол         | Протокол             | Протокол            | Протокол            |
| ------------------------------------------------------- | ---------------- | -------------------- | ------------------- | ------------------- |
|                                                         | Костянтин Симчук | Голкіпери            | Рафал Радзішевський | Арбітр: Скотт Бокал |
| Срюбко (Сальников, Шахрайчук) 13:29 Варламов (пб) 65:00 | 0:1 1:1 2:1      | 06:27 (Боженцький б) |                     | Арбітр: Скотт Бокал |
| 28 хв.                                                  | Вилучення        | 16 хв.               |                     | Арбітр: Скотт Бокал |
| 36                                                      | Кидки            | 38                   |                     | Арбітр: Скотт Бокал |

| 16 квітня 2009 13:00 | Велика Британія | 3 — 2 (3–0, 0–1, 0–1) | Нідерланди | Tor-Tor Арена, Торунь Глядачів: 694 |

| Протокол                                                                             | Протокол            | Протокол                                                                 | Протокол      | Протокол            |
| ------------------------------------------------------------------------------------ | ------------------- | ------------------------------------------------------------------------ | ------------- | ------------------- |
|                                                                                      | Джоді Леман         | Голкіпери                                                                | Філ Груневелд | Арбітр: Скотт Бокал |
| Гілл (Томас, Г'юїтт) 08:34 Лонгстафф (Дауд, Чемберс) 15:41 Тейт (Шилдс, Кларк) 17:26 | 1:0 2:0 3:0 3:1 3:2 | 22:54 Схафсма (Вербрюгген, Демелінне) 57:28 Схафсма (Віллемсе, Кортхейс) |               | Арбітр: Скотт Бокал |
| 10 хв.                                                                               | Вилучення           | 22 хв.                                                                   |               | Арбітр: Скотт Бокал |
| 39                                                                                   | Кидки               | 26                                                                       |               | Арбітр: Скотт Бокал |

| 16 квітня 2009 16:30 | Україна | 7 — 0 (2–0, 3–0, 2–0) | Румунія | Tor-Tor Арена, Торунь Глядачів: 452 |

| Протокол | Протокол                    | Протокол  | Протокол                     | Протокол               |
| --- | --------------------------- | --------- | ---------------------------- | ---------------------- |
| | Ігор Карпенко               | Голкіпери | Сабольч Мольнар Іштван Черго | Арбітр: Мартін Райхерт |
| О. Тимченко (Якушин) 02:40 Гніденко (Шафаренко) 05:41 Цируль (Гніденко, Благой) 31:33 Міхнов (Климентьєв, Наваренко) 36:53 Климентьєв (Наваренко, Варламов м) 39:50 Шафаренко (Гніденко, Гунько) 46:29 Харченко (Дяченко) 55:56 | 1:0 2:0 3:0 4:0 5:0 6:0 7:0 |           |                              | Арбітр: Мартін Райхерт |
| 6 хв. | Вилучення                   | 10 хв.    |                              | Арбітр: Мартін Райхерт |
| 53 | Кидки                       | 20        |                              | Арбітр: Мартін Райхерт |

| 16 квітня 2009 20:00 | Польща | 2 — 4 (1–0, 0–2, 1–2) | Італія | Tor-Tor Арена, Торунь Глядачів: 3,248 |

| Протокол                                                          | Протокол                | Протокол | Протокол      | Протокол                |
| ----------------------------------------------------------------- | ----------------------- | --- | ------------- | ----------------------- |
|                                                                   | Рафал Радзішевський     | Голкіпери | Томас Трегаст | Арбітр: Морган Юханссон |
| Лопуський (Ляшкевич, Боженцький б) 08:23 Колюш (Пєкарський) 57:53 | 1:0 1:1 1:2 1:3 1:4 2:4 | 23:04 Боргателло (Страццабоско, Ансольді б) 37:31 Рамозер (Джонсон, Галлаче) 55:10 Рамозер (Фонтаніве, Ансольді б) 57:19 Фонтаніве (Рамозер, Боргателло шпв) |               | Арбітр: Морган Юханссон |
| 59 хв.                                                            | Вилучення               | 26 хв. |               | Арбітр: Морган Юханссон |
| 29                                                                | Кидки                   | 31 |               | Арбітр: Морган Юханссон |

| 17 квітня 2009 13:00 | Нідерланди | 5 — 1 (1–0, 2–0, 2–1) | Румунія | Tor-Tor Арена, Торунь Глядачів: 406 |

| Протокол | Протокол                | Протокол                       | Протокол        | Протокол               |
| --- | ----------------------- | ------------------------------ | --------------- | ---------------------- |
| | Філ Груневелд           | Голкіпери                      | Сабольч Мольнар | Арбітр: Едуардс Одіньш |
| Демелінне (Віллемсе б) 18:10 Віллемсе (Схафсма, Кортхейс б) 32:41 Схафсма (Тюммерс б) 33:32 Схафсма (Кортхейс) 46:51 Кортхейс (Віллемсе, Схафсма м) 49:51 | 1:0 2:0 3:0 4:0 4:1 5:1 | 48:50 Беце (Джорджеску, Танко) |                 | Арбітр: Едуардс Одіньш |
| 26 хв. | Вилучення               | 22 хв.                         |                 | Арбітр: Едуардс Одіньш |
| 42 | Кидки                   | 28                             |                 | Арбітр: Едуардс Одіньш |

| 17 квітня 2009 16:30 | Італія | 2 — 0 (0–0, 1–0, 1–0) | Україна | Tor-Tor Арена, Торунь Глядачів: 1,118 |

| Протокол                                                    | Протокол      | Протокол  | Протокол         | Протокол               |
| ----------------------------------------------------------- | ------------- | --------- | ---------------- | ---------------------- |
|                                                             | Томас Трегаст | Голкіпери | Костянтин Симчук | Арбітр: Мартін Райхерт |
| Рамозер (Страццабоско б) 34:01 Фонтаніве (Хелфер шпв) 58:36 | 1:0 2:0       |           |                  | Арбітр: Мартін Райхерт |
| 57 хв.                                                      | Вилучення     | 10 хв.    |                  | Арбітр: Мартін Райхерт |
| 17                                                          | Кидки         | 39        |                  | Арбітр: Мартін Райхерт |

| 17 квітня 2009 20:00 | Польща | 1 — 2 ОТ (0–0, 1–1, 1–0, 0—1) | Велика Британія | Tor-Tor Арена, Торунь Глядачів: 2,704 |

| Протокол                               | Протокол            | Протокол                                           | Протокол    | Протокол                |
| -------------------------------------- | ------------------- | -------------------------------------------------- | ----------- | ----------------------- |
|                                        | Кшиштоф Зборовський | Голкіпери                                          | Джоді Леман | Арбітр: Морган Юханссон |
| Лопуський (Пєкарський, Запала б) 44:08 | 0:1 1:1 1:2         | 30:58 Лонгстафф (Чемберс, Оуен) 61:54 Тейт (Шилдс) |             | Арбітр: Морган Юханссон |
| 16 хв.                                 | Вилучення           | 14 хв.                                             |             | Арбітр: Морган Юханссон |
| 32                                     | Кидки               | 28                                                 |             | Арбітр: Морган Юханссон |

Примітки: «От» означає, що команда одержала перемогу в додатковий час, «ПБ» означає, що команда виграла в серії післяматчевих штрафних кидків.

### Статистика

#### Нагороди директорії
Найкращі гравці, обрані директорією ІІХФ.
| Найкращий воротар  | Томас Трегаст (Італія)  |
| Найкращий захисник | Тревор Джонсон (Італія) |
| Найкращий нападник | Андрій Міхнов (Україна) |

#### Команда усіх зірок
Команда усіх зірок за версією ЗМІ.
- Воротарі:  Томас Трегаст
- Захисники:  Адам Боженцький —  Тревор Джонсон
- Нападники:  Міколай Лопуський —  Роланд Рамозер —  Олег Шафаренко

#### Бомбардири
Список 10 найкращих гравців, сортованих за очками. 
І = проведено ігор; Г = голи; П = передачі; Очк. = очки; +/− = плюс/мінус; Ш = штрафні хвилини;
| Гравець           | І | Г | П | Очк. | +/– | Ш  |
| ----------------- | - | - | - | ---- | --- | -- |
| Роланд Рамозер    | 5 | 5 | 3 | 8    | +7  | 6  |
| Тревор Джонсон    | 5 | 3 | 5 | 8    | +7  | 2  |
| Джеймі Схафсма    | 5 | 5 | 2 | 7    | 0   | 0  |
| Грег Чемберс      | 5 | 1 | 6 | 7    | +1  | 4  |
| Нікола Фонтаніве  | 5 | 3 | 3 | 6    | +6  | 12 |
| Колін Шилдс       | 5 | 2 | 4 | 6    | +4  | 14 |
| Лука Ансольді     | 5 | 1 | 5 | 6    | +6  | 6  |
| Міколай Лопуський | 5 | 5 | 0 | 5    | +3  | 6  |
| Олег Шафаренко    | 5 | 4 | 1 | 5    | +6  | 2  |
| Девід Кларк       | 5 | 3 | 2 | 5    | -1  | 2  |

Джерело: IIHF.com [Архівовано 4 січня 2014 у Wayback Machine.]

#### Найкращі воротарі
Список семи найращих воротарів, сортованих за відсотком відбитих кидків. У список включені лише ті гравці, які провели щонайменш 40% хвилин.
ЧНЛ = часу на льоду (хвилини:секунди); КП = кидки; ГП = голів пропушено; ША = шатаути; СП = Середня кількість пропущених шайб; %ВК = відбитих кидків (у %);
| Гравець             | К   | ЧНЛ    | ГП | ША | СП   | %ВК   |
| ------------------- | --- | ------ | -- | -- | ---- | ----- |
| Томас Трегаст       | 108 | 240:00 | 2  | 3  | 0.50 | 98.15 |
| Костянтин Симчук    | 80  | 183:51 | 4  | 0  | 1.31 | 95.00 |
| Кшиштоф Зборовський | 38  | 121:54 | 2  | 1  | 0.98 | 94.74 |
| Рафал Радзішевський | 90  | 182:43 | 6  | 1  | 1.97 | 93.33 |
| Джоді Леман         | 144 | 261:30 | 10 | 1  | 2.29 | 93.06 |

Джерело: IIHF.com [Архівовано 4 січня 2014 у Wayback Machine.]